# Castello di Katzelsdorf
Il castello di Katzelsdorf (Schloss Katzelsdorf in tedesco) si trova nel comune austriaco di Katzelsdorf nel Distretto di Wiener Neustadt-Land, in Bassa Austria, e le sue prime strutture risalgono probabilmente al XII secolo mentre la parte più consistente dell'edificio risale al XVII secolo.

## Storia

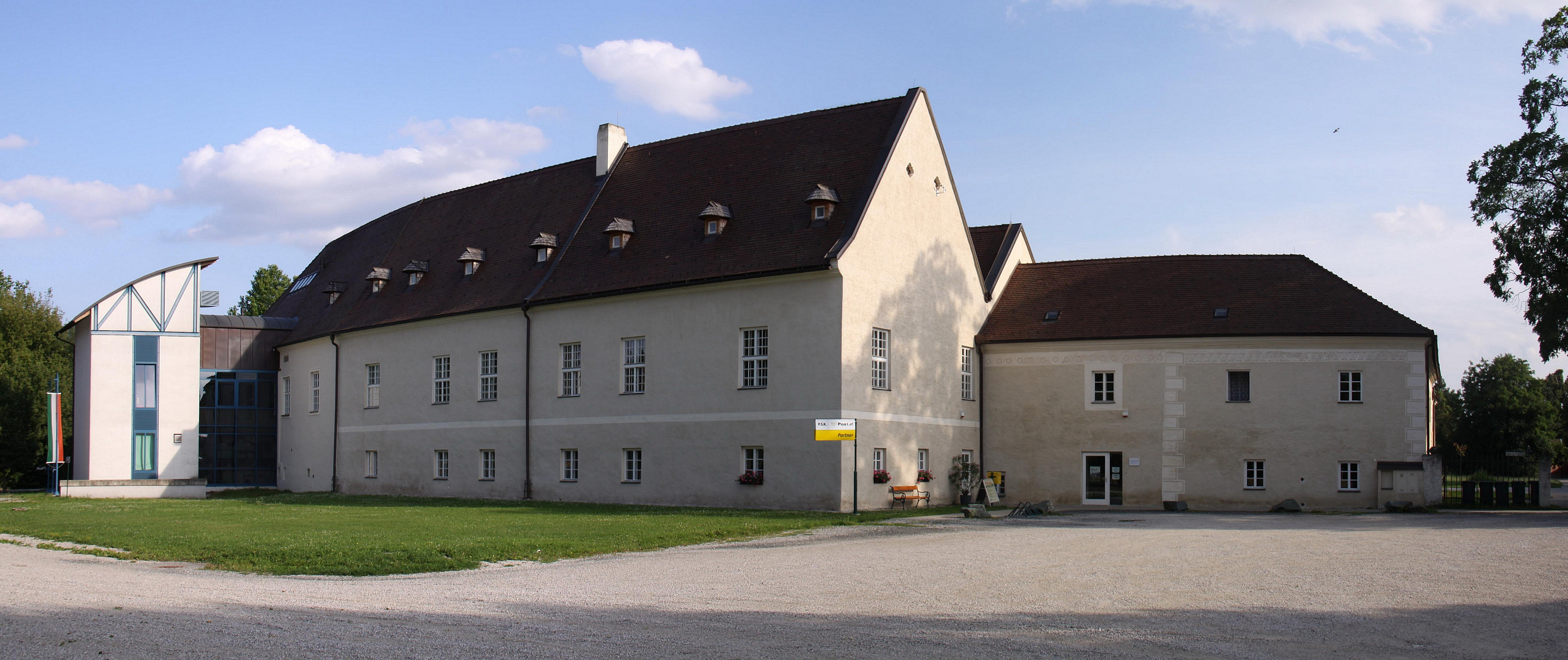
Castello di Katzelsdorf

Il paese di Katzelsdorf appare per la prima volta su documenti conservati a Salisburgo, anche se con un nome leggermente diverso, nel 1183, ma a quella data non sembra confermato che esistessero castelli o fortificazioni nel territorio. I principali proprietari terrieri nel XIII secolo risultavano essere l'abbazia di Heiligenkreuz e i cavalieri dell'Ordine teutonico. Tra le personalità legate al luogo figurano, nel 1325, Friedrich vonkatzelsdorf e all'inizio del XV secolo risultò come feudo affidato ad Hans Königsberg nel 1423 e poco dopo probabilmente alla famiglia Weißpriach. Quando i signori locali tornarono ad essere i Koenigsberger, nel 1635, pensarono alla costruzione (o forse all'ampliamento di una struttura preesistente) del castello fortificato di grandi dimensioni, e l'opera venne ultimata cinque anni più tardi. Con l'estinzione della famiglia la proprietà passò a Johann Baptist Menshengen che la cedette alla famiglia Hoyos nel 1773. Dall'inizio del XIX secolo il castello e la tenuta di Frohsdorf risultarono avere gli stessi proprietari e in questa situazione pervenne alla contessa Karolina Lipona. Attorno alla metà del secolo, dopo altri passaggi, la proprietà pervenne ai duchi di Blacas d'Aulps a breve seguiti nel 1844 dalla duchessa di Angouleme. Durante la seconda guerra mondiale l'allora proprietario Jaime von Bourbon vendette la tenuta alla Wehrmacht e alla fine del conflitto l'Armata Rossa vincitrice confiscò il maniero e lo utilizzò come campo di prigionia per detenuti politici. Quando la potenza occupante lasciò l'edificio in condizioni di degrado questo venne recuperato dalla città per adattarlo ad abitazioni civili che non ne migliorarono però lo stato di fatiscenza. Nel 1972 si pensò anche di abbattere l'edificio ma il proprietario privato iniziò a restaurarlo e, nel 1993, il comune di Katzelsdorf lo acquistò lo fece nuovamente restaurare per renderlo adatto all'uso pubblico. Da quel momento viene utilizzato come centro di aggregazione culturale e anche per gli eventi cittadini.

## Descrizione
Il castello si trova nella parte meridionale del comune austriaco di Katzelsdorf nel Distretto di Wiener Neustadt-Land, in Bassa Austria, circa 2 km a sud di Wiener Neustadt. Il complesso del castello è costituito dalle tre ali abitative mentre i fabbricati agricoli, le originali tre torri di difesa angolari, i fossati e le palizzate sono state demolite nel corso degli anni. L'incisione Vischer del 1672 lo mostra come circondato dall'acqua e raggiungibile solo attraverso due ponti di legno mentre dopo le ultime ristrutturazioni il portale di accesso è semplice, ad arco. Le ali residenziali a forma di ferro di cavallo presentano all'interno verso il cortile portici a due piani in stile barocco. Le arcate con volte a crociera del piano superiore sono state arricchite di vetrate durante l'ultimo restauro. Appare abbastanza incongruente l'edificio in stile moderno in vetro che è stato costruito nella seconda metà del XX secolo ed adiacente al complesso storico. Sulla facciata dell'ala est si sono conservati sotto l'intonaco resti di affreschi risalenti alla costruzione originaria che potrebbe risalire anche al XII secolo. Resti di graffiti del periodo rinascimentale sono ancora visibili nell'angolo nord dell'ala ovest. Il lato sud del cortile è chiuso da un cancello. Nel 1997 il piano superiore dell'ala est è stato ammodernato come sala da ballo con struttura a tetto aperto.
Dalla fine degli anni venti del XX secolo attorno al castello vi erano attività legate ad imprenditori ebraici come fattorie di cavalli, caseifici e fattorie agricole. In particolare nella tenuta c'era una fattoria da trotto appartenente alla famiglia di industriali ebrei Trebitsch. Lo spazio museale che è stato ricavato dall'originale edificio agricolo annesso al castello e requisito dalla Wehrmacht durante il secondo conflitto mondiale era divenuto il più grande ospedale per cavalli sul fronte orientale in grado di accogliere sino a 2000 cavalli. Gli alloggi per ufficiali e veterinari erano nel castello che ospitava anche l'amministrazione mentre le sale operatorie e di cura erano allestite nel fabbricato agricolo.

### Bene architettonico tutelato
In Austria il castello di Katzelsdorf, che è circondato dal suo parco, è un bene sottoposto a tutela artistica col numero 26902.